# Paltijel Munischewitsch Samoschtschin

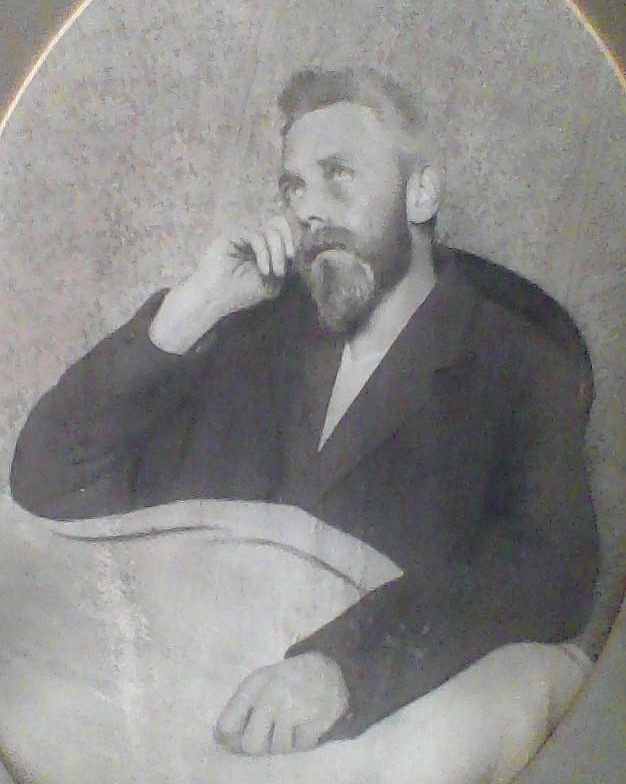
Paltiel Samoschtschin auf dem Sterbebett in Wien

Paltijel Munischewitsch Samoschtschin (russisch Палти́ел Му́нишевич Замощин, Transliteration auch Zamoshchin, Zamoshtshin, Zamoschin, Samoschtin, Samotschin, Samoshchin, Samosczin oder Samostchin) (* 26. Junijul. / 8. Juli 1850greg. in Bender; † 19. August 1909 in Wien) war ein jüdischer Schriftsteller, Publizist und Journalist der Artikel und Gedichte sowohl auf Hebräisch als auch in der jiddischen Umgangssprache veröffentlichte. 

## Leben
Samoschtschin wurde in Bender (Moldawien) in der Familie des Kaufmanns Munisch Meirow Samoschtschin (* 1824) und dessen Frau Bella (* 1828) geboren.
Die Familie zog nach Odessa, als er noch ein Kind war (nach 1854). Mit zwölf Jahren trat er in die Odessaer Handelsschule ein und studierte gleichzeitig die Drewnejewrejski-Sprache bei Perets Smolenskin (der in der Nähe der Samoschtschins lebte und sogar seinem Schüler ein Gedicht widmete). Im Alter von siebzehn Jahren verließ er Odessa, um Architektur an der Bergakademie Berlin zu studieren, aber weil das Handelsgeschäft seines Vaters gescheitert war, unterbrach er sein Studium 1870 und kehrte nach Odessa zurück, wo er sich um den Handel kümmerte und sich später dem Studium der Literatur zuwandte.
In Odessa heiratete er Betya (Betty) Genrikhovna Kotik (* 1855 in Odessa; † 24. Oktober 1926 in Genf) und hatte mit ihr zwei Kinder: Marijem (Marie) Paltielevna, verh. Brantmay (* 25. April 1873 in Krementschug; † 27. Mai 1947 in Genf) und Mark Pavlovich (Paltielevich) (* 25. Nov 1874 in Odessa; † 27. Sept 1918 in Jenisseisk). Damals wohnte er in Odessa in der Kanatna-Straße, Haus № 26, heute Nr. 28. Von 1891 bis 1893 wohnte dort auch Scholem Alejchem, wie sich die Nachbarn damals begegnet sind, ist unbekannt.

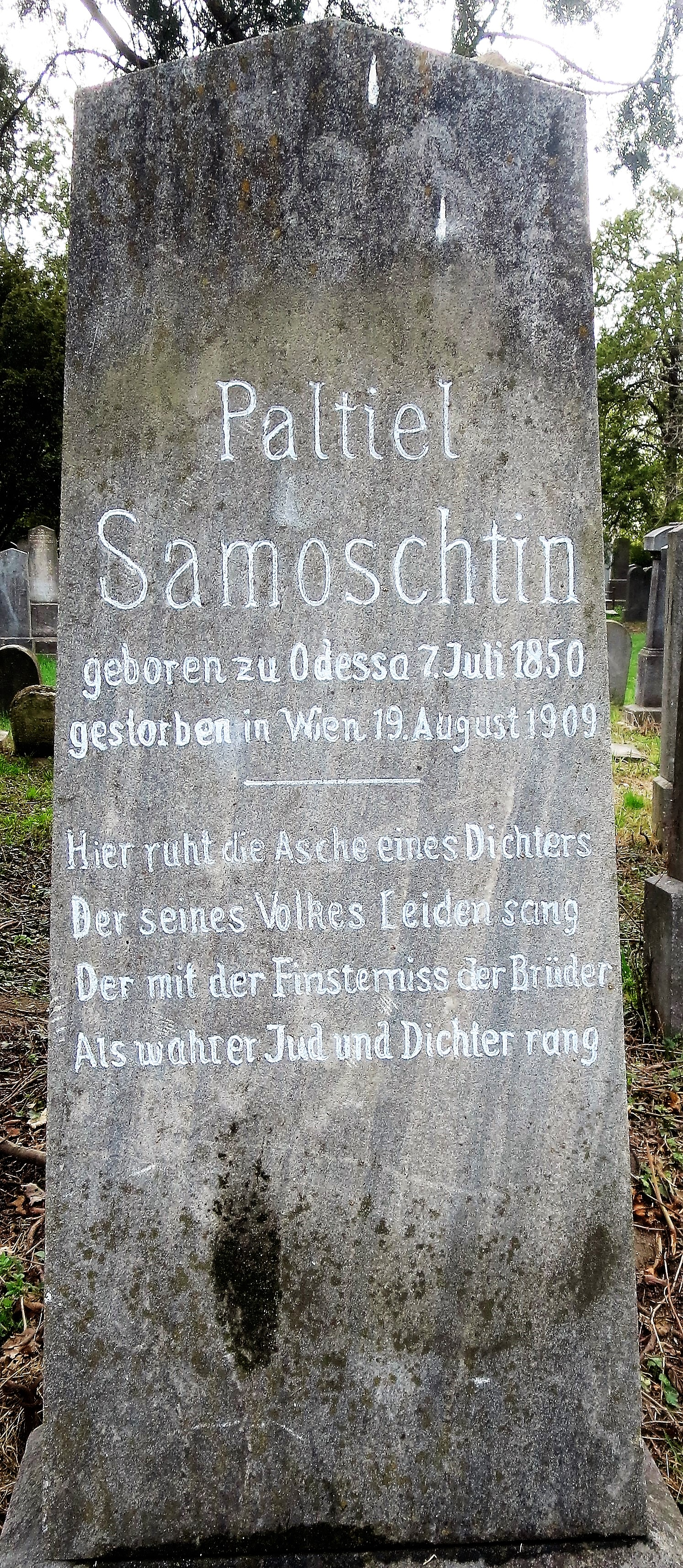
Grabstein auf dem Wiener Zentralfriedhof

Nachdem sein Sohn bereits 1898 verhaftet und 1899 wegen der Teilnahme am Südrussischen Arbeiterbund zu 4 Jahren Verbannung nach Sibirien verurteilt wurde (gemeinsam mit Leo Trotzki, damals Lew Dawidowitsch Bronstein) und seit 1902 im Exil in Berlin lebte, seine Tochter mit Familie bereits seit 1899 in Berlin lebte und die antijüdischen Pogrome immer unerträglicher wurden, exilierte er mit seiner Frau ebenfalls. Stationen waren Berlin und Leipzig (bis 1907) und Wien, wo er am 19. August 1909 starb und am 22. August 1909 auf dem Friedhof der jüdischen Gemeinde beerdigt wurde.
Seine Nichte Esfir Gilels (die Tochter seines Bruders Schmil Munishev S.) war die Mutter des Pianisten Emil Gilels und der Geigerin Jelisaweta Gilels.

## Werk
Bereits 1868 begann er auf Hebräisch zu schreiben und während er im Handel beschäftigt war, begann er Gedichte und Artikel in verschiedenen Zeitschriften in Neuhebräisch zu veröffentlichen. Ab 1880 arbeitete er auch als Journalist und Publizist und schrieb hauptsächlich auf Jiddisch, die in den Sammlungen „Chojsnfrajnd“; „Mordche Spektora“ und anderen Ausgaben gedruckt wurden. Es ist die Korrespondenz P. M. Samoschtschins mit Scholem Alejchem erhalten geblieben, die die Zusammenarbeit in einer Serie der Sammlungen „Jiddischen Volks-Bibliothek“ zeigt.
Er veröffentlichte Gedichte, Essays und Dialoge in: Hamelits (Der Anwalt), Hamagid (Der Prediger), Hakarmel (Das Gartenland), Hatsfira (Die Sirene), Haboker-oder (Guten Morgen), Haor (Das Licht), und anderen hebräischen Publikationen, aber hauptsächlich schrieb er in Jiddisch und veröffentlichte Poesie, Theaterstücke, Geschichten und Artikel in: Kol-mevaser (Herald), Varshoyer yudishe tsaytung (Warschauer Jüdische Zeitung), Yudishes folksblat (Jüdische Volkszeitung), Spektors Hoyzfraynd (Hausfreund) und Familyen-fraynd (Familienfreund) – in letzterem glänzte er mit seinem „Bilder fun lebn“ (Bilder des Lebens); in Spektors Varieté Shoyer judisher familyen-kalendar (Warschauer jüdischer Familienkalender, 1893) und Lamtern (Laterne, Warschau, 1894); Scholem Alejchems Yudishe folk-biblyotek (Jüdische Volksbibliothek) – eine gereimte Komödie in einem Akt mit dem Titel Nor a doktor (Nur ein Arzt); A. Goldfaden’s Yisroelik; Der judisher veker (Der jüdische Alarm, Odessa, 1887) – ein langes Gedicht mit dem Titel „Shma yisroel“; (Höre, Israel); Kleyne yudishe biblyotek (Kleine jüdische Bibliothek, Odessa, 1888); Der kleyne veker (Der kleine Alarm, Odessa, 1890); Rozen Blum’s Der folks-fraynd (Der Freund des Volkes, Odessa, 1894); Der yud (Der Jude, Krakau-Warschau, 1899); Minikes yontef bleter ([Khonen] Minikes's holiday sheets) (New York).
In Odessa wurde er Privatanwalt und veröffentlichte eine Broschüre mit dem Titel: Di naye zakones fun pasportn far dvoryanes, tshinovnikes, potshotni-grazhdanes, kuptses, meshtshanes, bale-melokhes, krestyanes un yidn (Die neuen Gesetze über Pässe für Adlige, Beamte, geehrte Bürger, Kaufleute, Kleinbürger, Handwerker, Bauern und Juden, Odessa, 1895). Er übersetzte auch in Yiddish Y. L. Gordon’s Bimetsulot yam (In the waves of the sea) und adaptierte in Yiddish A. B. Gotlober’s Stück (in einem Akt und zwei Szenen) Der medalyon (Das Medaillon).
„Ohne Zweifel“, schrieb J. Schazki, „war Samoschtschin ein begabter Dichter… Sprachlich sehr interessant, seine Sprache hatte beträchtlichen volkstümlichen Charme.“; Seine Arbeit wurde auch in Der arbeter in der yidisher literatur, fargesene lider (Der Arbeiter in der jiddischen Literatur, vergessene Gedichte) (Moskau, 1939) aufgenommen.